# Ālūcheh Qeshlāq
Ālūcheh Qeshlāq (persiska: آلوچه قشلاق, Ālcheh Qeshlāq) är en ort i Iran.   Den ligger i provinsen Östazarbaijan, i den nordvästra delen av landet, 500 km nordväst om huvudstaden Teheran. Ālūcheh Qeshlāq ligger 1 871 meter över havet och antalet invånare är 310.
Terrängen runt Ālūcheh Qeshlāq är kuperad. Runt Ālūcheh Qeshlāq är det ganska glesbefolkat, med 27 invånare per kvadratkilometer. Närmaste större samhälle är Masqarān, 19,6 km öster om Ālūcheh Qeshlāq. Trakten runt Ālūcheh Qeshlāq består i huvudsak av gräsmarker.